# 2角人民币
人民币2角券首次发行于1955年3月1日，共发行过三个版本。2018年5月1日起，第四套人民币中的2角券停止流通，已无正在发行的人民币2角券。

## 历史

### 第二套人民币
第二套人民币2角发行于1955年3月1日，正面图景为火车。背面为国徽图案以及“中国人民银行贰角”的汉（繁体）蒙藏维四种文字。纸币整体色调为绿色，钞纸采用了空心五角星水印。1971年11月15日起该币只收不付，并于1998年12月31日起正式停止流通。
钞票正面的机车是当时的“毛泽东号”，车头上挂有毛主席像。但因为毛泽东不希望自己的头像上纸币，所以纸币最终的设计中改为了五角星。

### 第三套人民币
第三套人民币2角最初发行于1964年4月14日，正面的图景为武汉长江大桥，背面图案为国徽、牡丹花，票面总体为绿色调。钞纸无水印。1992年2月4日开始只收不付。
由于第三套人民币流通时间较长，2角券的发行量很大，故实际流通的2角券还可以依照印刷方式（凹印、胶印）、冠号（三位罗马字、二位罗马字）等细分为多个版本。

### 第四套人民币
第四套人民币的2角券于1988年5月10日发行，正面为布依族、朝鲜族（该头像人物原型是苏春熙）人物头像，背面图案为国徽与具有民族特色的花边装饰。钞票整体呈蓝绿色调。
目前发行的第五套人民币中，没有设计与发行2角面值的人民币。1999年6月30日，中华人民共和国国务院第268号令决定，取消2角人民币纸币的发行。2004年开始，中国人民银行宣布，2角人民币纸币开始实行只收不付的政策。所以目前市面所流通的2角纸币，仍然是第四版人民币，并且其数量仍在不断减少。2018年3月22日，中国人民银行发布公告，第四套2角人民币纸币从2018年5月1日起停止流通。